# Ivan Sirko
 (avril 2018).

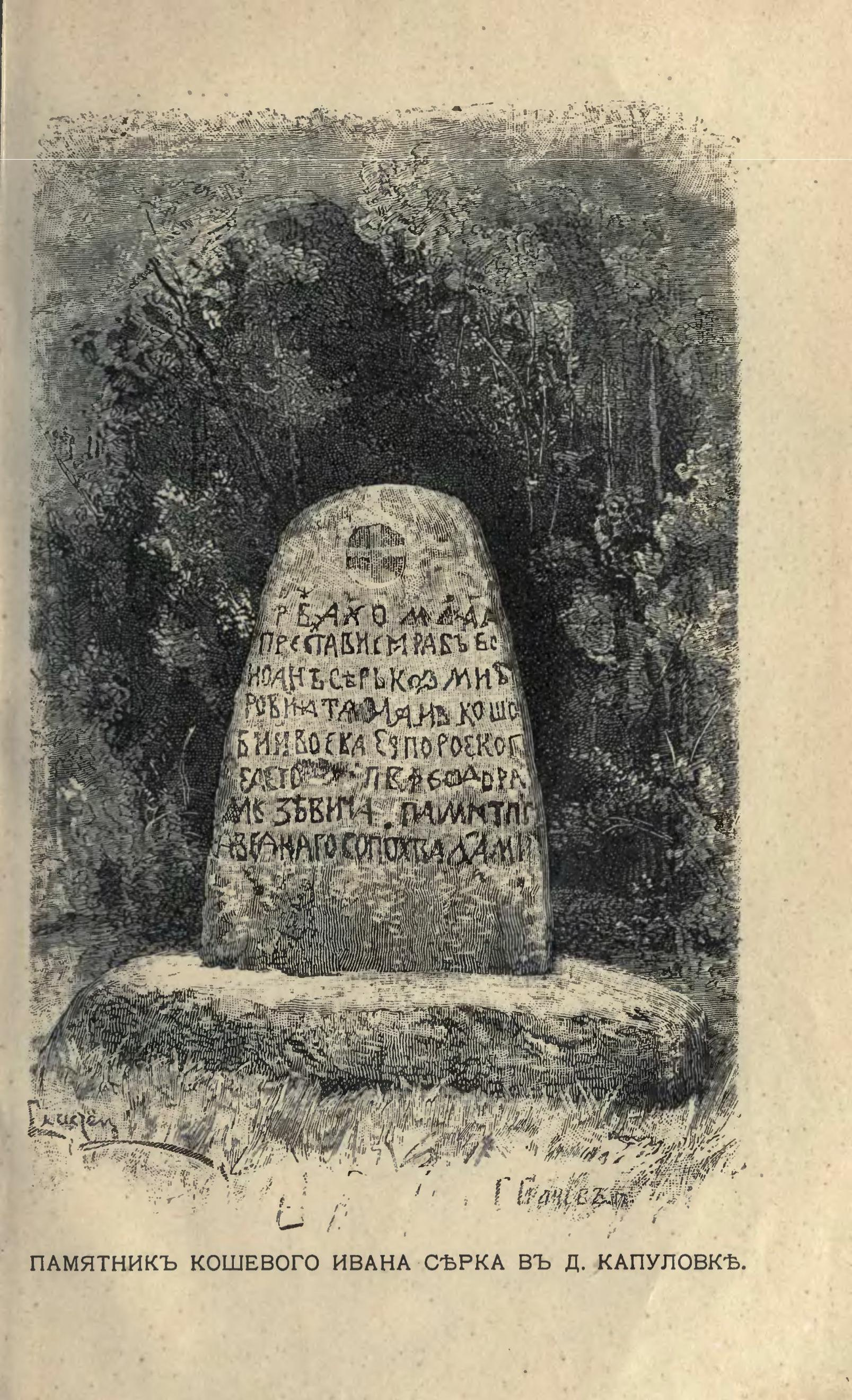
Pierre mémoriale d'Ivan Sirko (gravure de 1905).

Ivan Sirko (en ukrainien : Іван Сірко, en russe : Иван Сирко), né aux alentours de 1610 et mort le 11 août 1680, est un chef militaire cosaque, koshovyi ataman de l'armée zaporogue et auteur, présumé, de la célèbre réplique des Cosaques zaporogues au Sultan, qui inspira une toile célèbre d'Ilia Répine. Il est aussi un cosaque kharaktérnik, c'est-à-dire un guerrier-chaman zaporogue.

## Biographie
Ivan Sirko est né dans la stanitsa Merefa près de la ville de Kharkiv, alors dans le tsarat de Russie, aujourd'hui en Ukraine. En 1654, il rejoint la Sitch des Zaporogues, y devient polkovnyk (colonel). Il prend part au soulèvement de Khmelnytsky et en 1659, il combat avec le prince russe Alexeï Trubetskoi le khanat de Crimée. 
En 1663, Ivan Sirko devint koshovyi ataman des armées zaporogues. Avec l'aide du tsarat de Russie, il remporte plusieurs batailles contre les Polonais, les Tatars et les Cosaques de l'hetman Petro Dorochenko. Il fut l'un des premiers atamans cosaques à accepter des Kalmouks dans son armée. Malgré ses liens avec la Moscovie, il se méfie et déteste le hetman pro-russe Ivan Brioukhovetsky (ru). 
En 1668, Ivan Sirko change donc de camp et se joint brièvement à Petro Dorochenko dans sa lutte contre les « boyards moscovites et les voïvodes », mais en 1670, il promet à nouveau fidélité au tsar russe Alexeï Ier. Par la suite, il prend aux Turcs leur bastion d'Otchakov et continue à lutter contre les cosaques de Petro Dorochenko.
Après la mort du hetman Demian Mnohohrichny en 1672, il entre dans la lutte de succession pour le titre de hetman, mais est capturé et exilé par le tsar russe à Tobolsk, en Sibérie. 
En 1673 il revient en Ukraine et reprend la lutte contre les Tatars et les Turcs ; il réussit à capturer les forteresses d'Arslan et d'Otchakov.
Après sa mort, en 1680, Ivan Sirko - l'un des atamans les plus populaires - entre dans la légende et devient le héros de nombreux mythes et légendes, de chants folkloriques et de poèmes.
Sa tombe, menacée par les eaux, a été déplacée de son site original vers un mausolée sur un kourgane, proche du village de Kapoulivka, oblast de Dnipropetrovsk.

## Faits non attestés
Ivan Sirko est allégué avoir participé, avec des troupes polonaises et 2500 cosaques, au siège de Dunkerque en 1646, sous les ordres du grand Condé, pendant la guerre de Trente ans. L'attaque des fortifications, le 11 octobre 1646, par les cosaques placés sous le commandement de Bogdan Khmelnitski, Zolotarenko et Sirko aurait eu un rôle déterminant dans la victoire française contre les Espagnols,,. 
Cette participation a été remise en cause par les historiens polonais,. Le général de Gaulle a néanmoins demandé, lors de sa visite en URSS en 1966, à aller sur la tombe d'Ivan Sirko, qualifié par lui de « héros national français »
En 1675, les Cosaques zaporogues résistent à une offensive ottomane mais le sultan Mehmed IV exige qu'ils se soumettent à la domination turque. Sous la signature de Sirko, ils répondent d'une manière inhabituelle avec une lettre, remplie d'insultes et d'insanités. Cet épisode est non attesté, et les différentes versions connues de la lettre sont apocryphes. Il est néanmoins entré dans les cultures russes et ukrainiennes, avec notamment le tableau d'Iia Répine Les Cosaques zaporogues écrivant une lettre au sultan de Turquie, dont Sirko est avec son scribe le personnage central.

## Annexe